# Ukraine International Airlines
A Ukraine International Airlines (em ucraniano: Міжнародні Авіалінії України) é a companhia aérea de bandeira da Ucrânia, com uma frota de 39 aviões, voa frequentemente para a Europa e médio Oriente.

## História
A Ukraine International Airlines fundada a 1 de outubro de 1992 e iniciou as suas operações a 25 de Novembro do mesmo ano.
A Companhia é gerida maioritariamente (61,6%) pelo Governo Ucraniano e ainda pela Austrian Airlines (membro da Star Alliance) (22,5%), a Aer Cap. (6%) e a EBRD (9,9%).
Os os seus planos de expansão incluem novas rotas para a América do Norte e Europa de Leste e Ocidental, onde a sua principal rival, a Aerosvit Airlines, opera.
A companhia aérea iniciou as operações de carga com uma aeronave Boeing 737-200 em 13 de novembro de 1994 para Londres e Amsterdã.
Em 1996, a Austrian Airlines e a Swissair se tornaram acionistas, investindo US $ 9 milhões em novas ações.
Em 2000, o Banco Europeu de Reconstrução e Desenvolvimento tornou-se acionista ao investir US $ 5,4 milhões. Em 2006, a UIA adotou um novo sistema de classificação para operações de frete (esclarecimento necessário) que permitia à companhia transportar uma gama maior de produtos, desde animais vivos até alimentos frescos e objetos valiosos. Além disso, foi introduzido um serviço expresso para atender às necessidades dos clientes que desejam fazer uso de serviços de entrega de carga expedida.
No primeiro semestre de 2013, o tráfego da companhia aérea aumentou em 60% para 2.200.000 passageiros. Segundo o presidente da empresa, Yuri Miroshnikov, a UIA planejava alcançar os mesmos resultados anuais de 2013 (ou seja, atingir um tráfego anual de 4.400.000). Em 25 de abril de 2014, a UIA iniciou voos sem escalas de Kiev para o Aeroporto Internacional John F. Kennedy, em Nova York. [8] Também em 2013, devido ao desaparecimento do concorrente Aerosvit, a UIA lançou novos voos da Ucrânia para Baku no Azerbaijão, Yerevan na Armênia, Larnaca no Chipre, Munique na Alemanha, Varsóvia na Polônia, Vilnius na Lituânia, Praga na República Tcheca, Atenas na Grécia, Batumi na Geórgia, Moscou (aeroporto de Sheremetyevo), Ecaterimburgo, São Petersburgo, Kaliningrado, Nizhnevartovsk, Novosibirsk, Rostov-on-Don e Sochi na Rússia, Bishkek no Quirguistão e, em 2014, Nova York nos Estados Unidos.
Em outubro de 2015, a UIA foi proibida pelo governo russo de voar para destinos russos como uma resposta à proibição do governo ucraniano de companhias aéreas russas de voar para a Ucrânia.
Desde junho de 2016, a maioria dos voos internacionais da UIA é vendida com a tarifa básica de "bagagem de mão". Se os passageiros reservarem esta tarifa e quiserem despachar a bagagem, serão cobradas taxas de até US $ 60 por voo. Também desde o verão de 2016, a UIA transpôs um ERJ 145 da Dniproavia (também do grupo "Privat") para serviços diários para Chernivtsi (porque a condição do aeroporto não permite operações E-190 e B737).
Em 14 de junho de 2016, os escritórios da UIA foram revistados devido a uma investigação do Serviço Nacional de Combate à Corrupção da Ucrânia relativa às taxas de passageiro não pagas ao Fundo Estatal de Aviação.
Em 22 de junho de 2016, a estrutura de propriedade é registrada da seguinte forma: 74,1627% do Projeto de Investimento de Capital, Ucrânia e 15,9608% da Ontobet Promotions Ltd, Chipre.
Em março de 2018, a Ucrânia Internacional anunciou um plano de modernização da frota. Enquanto o primeiro dos três Boeing 777-200ER de propriedade já havia sido entregue, a companhia espera vários novos Boeings 737 e Embraer 195 durante o ano para substituir os últimos 737 Boeing Classics.
A Ukraine International deixou de ser um membro do programa de recompensas Flying Blue em 1 de janeiro de 2019.
A Ukraine International Airlines informa sobre o atraso de 22 vôos, ocorrido na noite de 29 de janeiro no aeroporto de Boryspil. Os atrasos foram causados pela falha no reabastecimento de aeronaves com combustível de aviação.
Este é o segundo ano consecutivo em que a empresa registrou prejuízo, apesar do crescimento dos passageiros. De acordo com uma declaração de fevereiro do chefe da empresa, Yuri Miroshnikov, a UIA está lutando para permanecer lucrativa diante da crescente concorrência de companhias aéreas de baixo custo. Em 2017, a empresa registrou uma perda de 304 milhões de dólares [18].
A Ukraine International Airlines registrou uma perda líquida de quase 2,7 bilhões de yuans (cerca de US $ 100 milhões) em 2018, ou cerca de nove vezes mais do que a perda em 2017, informou a mídia ucraniana em 25 de março, citando um relatório da UIA.
Em 8 de janeiro de 2020, o voo Ukraine International Airlines 752, operado pela aeronave americana Boeing 737-800NG, ao descolar de Teerão, no Irão, com destino a Kiev, na Ucrânia, caiu logo após a decolagem no Aeroporto de Tehran-Imam Khomeini, causando a morte dos 176 passageiros e tripulantes a bordo. Este foi o primeiro acidente aéreo da companhia aérea.
Devido à crise estabelecida entre Irã e Estados Unidos, o governo iraniano se recusou a entregar as caixas pretas da aeronave acidentada para a fabricante americana.

## Assuntos Corporativos
Em fevereiro de 2011, o governo ucraniano vendeu sua participação de 61,6% na UIA a três minoritários existentes por 287 milhões de dólares canadenses (US $ 36,2 milhões). Em 26 de julho de 2013, a companhia aérea era de propriedade da Capital Investment Project LLC, com sede na Ucrânia (74%) e da Ontobet Promotions Limited, com sede em Chipre (26%) [19] [20] Os proprietários são representados por Aron Mayberg, um parceiro de negócios de Igor Kolomoyskyi e o ex-CEO da falida AeroSvit Airlines, da qual parcialmente licenças e aviões foram transferidos para a Ukraine International Airlines. [21]
A Ukraine International Airlines (UIA), a operadora nacional do país, está desacelerando seus planos de expansão para estabilizar seu desempenho financeiro e sair do vermelho. [22]

## Frota

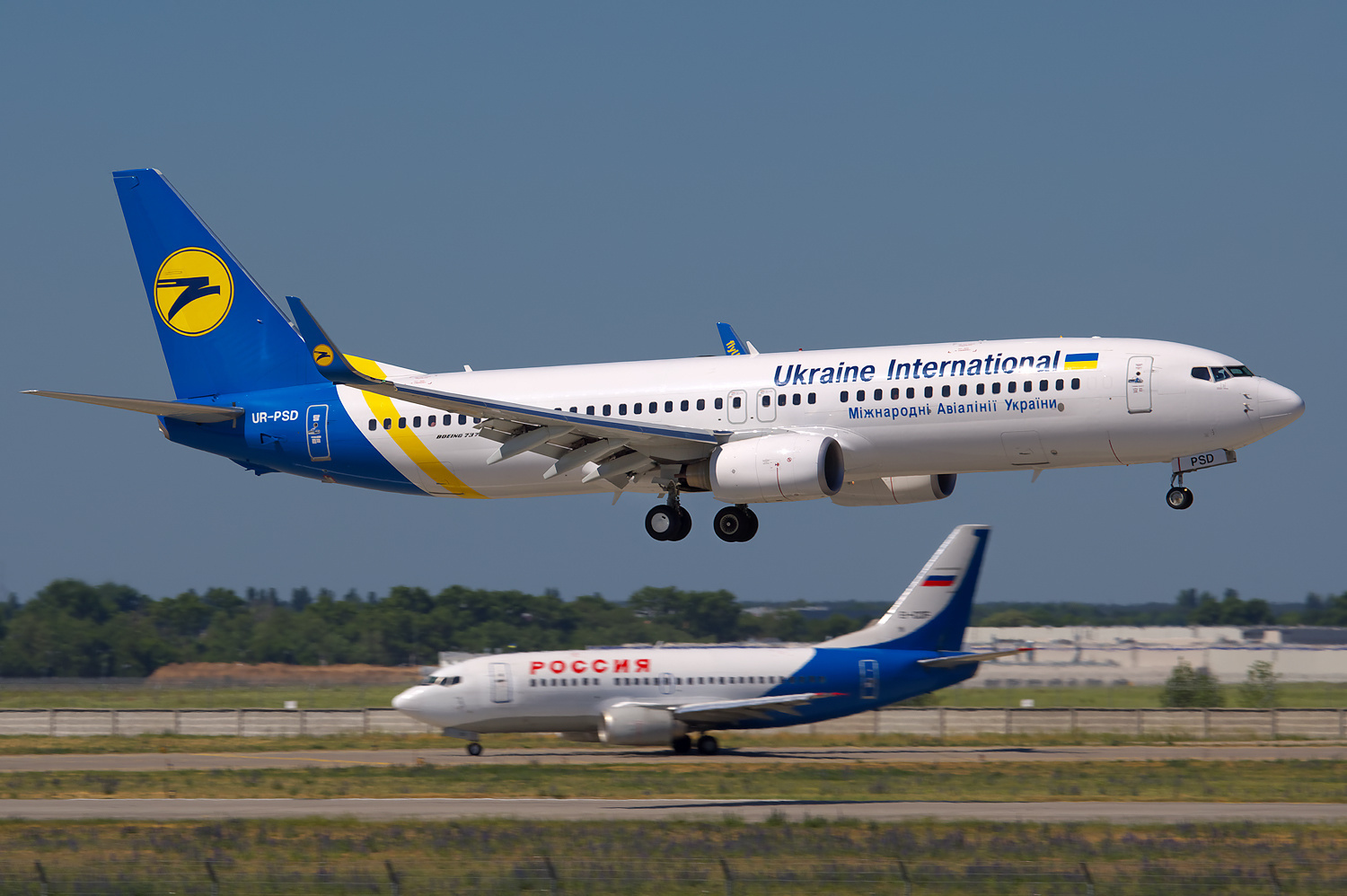
Boeing 737-800 da Ukraine International Airlines.

Em setembro de 2021, a frota da Ukraine International Airlines consistia nas seguintes aeronaves: 
| Aviões           | Total | Pedidos | Capacidade (Executiva/Econômica) | Notas |
| ---------------- | ----- | ------- | -------------------------------- | --- |
| Embraer E190     | 2     |         | 116                              | |
| Embraer E195     | 5     |         | 104                              | |
| Boeing 737-800   | 13    |         | 189 (34/155)                     | 1 aeronave, de prefixo UR-PSR, caiu como voo 752 em 8 de janeiro de 2020, causando 176 vítimas e a perda total do aparelho. |
| Boeing 737-900   | 4     |         | 189 (215)                        | |
| Boeing 767-300ER | 1     |         | 227                              | |
| Boeing 777-200   | 1     | 3       | 361                              | |
| Boeing 777-300ER |       | 2       | 361                              | [ 5 ] |

## Acidentes e incidentes
No dia 8 de janeiro de 2020, o voo 752 da Ukraine International Airlines foi  Abatido acidentalmente pelo GRI com uso de míssil antiaéreo no Teerão, no Irão durante a voo para Kiev